# Gopo pentru tânără speranță
Gopo pentru Tânără speranță este un premiu acordat în cadrul galei Premiilor Gopo. Câștigătorii și nominalizații acestei categorii sunt:

## Anii 2000
- 2007 — Mădălina Ghițescu pentru rolul din filmul Marilena de la P7
  - Irina Velcescu pentru rolul din filmul Vineri în jur de 11
  - Paul Ipate pentru rolul din filmul Hârtia va fi albastră
  - Tudor Aaron Istodor pentru rolurile din filmele Hârtia va fi albastră și Examen

- 2008 — Tudor Voican pentru scenariul filmului California Dreamin' (Nesfârșit)
  - Liviu Mărghidan pentru imaginea filmului California Dreamin' (Nesfârșit)
  - Alexandru Mărgineanu pentru rolul din filmul California Dreamin' (Nesfârșit)
  - Laura Vasiliu pentru rolul din filmul 4 luni, 3 săptămâni și 2 zile

- 2009 — George Dorobanțu pentru regia filmului Elevator
  - Anamaria Chioveanu pentru regia filmului Lungul drum spre casă
  - Cătălin Mușat pentru regia filmului Ciobanul zburător
  - George Chiper pentru regia filmului Palmele

## Anii 2010
- 2010 — Andreea Boșneag pentru rolul din filmul Cea mai fericită fată din lume
  - Claudiu Mitcu pentru regia filmului Australia
  - Diana Cavallioti pentru rolurile din filmele Amintiri din Epoca de Aur și Întâlniri încrucișate
  - Olimpia Melinte pentru rolul din filmul Cele ce plutesc
  - Tudor Cristian Jurgiu pentru regia filmului Nunta lui Oli

- 2011 — George Piștereanu pentru rolul din filmul Eu când vreau să fluier, fluier
  - Adina Pintilie pentru regia filmului Oxigen
  - Bogdan Mihăilescu pentru regia filmului Grand café
  - Iulia Rugină pentru regia filmului Captivi de Crăciun
  - Marius Iacob pentru imaginea filmului Oxigen

- 2012 — Anca Miruna Lăzărescu pentru regia filmului Apele tac
  - Corneliu Ulici pentru rolul Mateo din filmul Ceva bun de la viață
  - Luiza Pârvu pentru regia filmului Draft 7
  - Millo Simulov pentru imaginea filmului Hello Kitty
  - Sarra Tsorakidis pentru regia filmului 1000 de lucruri în comun

- 2013 — Nicolae Constantin Tănase pentru regia filmului Blu 
  - Adrian Cristea pentru scenografia filmului Chefu’
  - Cătălin Jugravu pentru rolul Ștefan din filmul De azi înainte
  - Radu Ștefan Fulga pentru imaginea filmului Gândacul

- 2014 — Tudor Panduru  – pentru imaginea filmului Brigada neagră 
  - Andrei Nicolae Teodorescu  – pentru regia filmului City Tour
  - Ionuț Nicolae  – pentru rolul Cristi din filmul Rocker
  - Ioan Filip  – pentru sunetul filmului Treizeci
  - Gabi Suciu  – pentru producția filmului "Treizeci"

- 2015 — Alexandra Carastoian⁠(d) și Boroka Biro pentru imaginea filmului Planșa
  - Ana-Maria Comănescu pentru regia filmului In the house
  - Cristian Bota pentru rolul Adrian din filmul Poarta Albă
  - Paul Mureșan pentru regia filmului Pui de somn

- 2016 — Ana Maria Guran pentru rolul Larisa din filmul Lumea e a mea
  - Roxana Stroe pentru regia filmului Black Friday
  - Rafael Florea pentru rolul Rafael din filmul Box
  - Mihai Gavril Dragolea, Radu Constantin Mocanu pentru regia filmului Roboțelul de aur
  - Tudor Platon pentru imaginea filmului Toate fluviile curg în mare

- 2017 — Anamaria Antoci pentru producția filmului Ilegitim
  - Matei Lucaci-Grunberg pentru regia scurtmetrajului Oase pentru Otto
  - Carla Fotea pentru producția scurtmetrajului Pipa, sexul și omleta
  - Ilinca Hărnuț pentru rolul din Inimi cicatrizate
  - Lucian Teodor Rus pentru rolul din Inimi cicatrizate

- 2018 — Ștefan Iancu  – actor Un pas în urma serafimilor
  - Ana Cântăbine  – scenografie Offstage
  - Serghei Chiviriga  – regizor Cel mai bun client
  - Tudor Botezatu  – regizor Sechestrați fără voie
  - Voica Oltean  – actriță Breaking News

- 2019 — Iosif Paștina  – actor Moromeții 2
  - Elena Ciolacu  – regie scurtmetraj de animație Micul erou
  - Andrei Inizian  – scenariu și regie Aprilie, vis
  - Andra Tarara  – regie scurtmetraj documentar O moarte în familia mea
  - Tudor D. Popescu  – montaj Câteva conversații despre o fată foarte înaltă

## Anii 2020
- 2020 — Cătălina Mihai  – actor Heidi
  - Andrian Împărățel  – regie scurtmetraj Patul lui Procust
  - Lucia Chicoș  – regie scurtmetraje Contraindicații și Munca noastră cea de toate zilele
  - Matei Monoranu  – scurtmetrajul de animație Despre ce naiba să scriu
  - Ștefan Azaharioaie  – sunetul lungmetrajului Să nu ucizi

- 2021 — Alma Buhagiar  – regie scurtmetraj Împreună
  - Cătălin Rugină  – imagine scurtmetraje Datoria, Vânătoarea de cerbi
  - Gabor Bondi  – actor În noapte
  - Patricia Chelaru  – montaj film Ivana cea groaznică
  - Teona Galgoțiu  – regie scurtmetraje Elefant departe, Mă uit înapoi și dispare

- 2022 — Laurențiu Răducanu  – imaginea lungmetrajelor După 40 de zile, Poate mai trăiesc și azi și a scurtmetrajelor When Night Meets Dawn, Interfon 15
  - Alex Pintică  – regie regia și montajul scurtmetrajului Trecut de ora 8
  - Andrei Epure  – regia scurtmetrajelor Interfon 15, Poate întunericul mă va acoperi
  - Marc Titieni  – actor Otto barbarul
  - Miruna Minculescu  – regia scurtmetrajului Fragmentări

- 2023 — Ioana Chițu  – rolul Irina din filmul Crai nou
  - Cristina Popa  – montajul filmelor Casa noastră, Aurică, viață de câine și Prima aniversare a lui Arsenchik
  - Mișu Ionescu  – imaginea filmelor Copacul dorințelor: Amintiri din copilărie și Teambuilding
  - Ilinca Neacșu  – rolul Viki din filmul Crai nou
  - Ana Indricău  – rolul Magda din filmul Marocco

- 2024 — Niko Becker  – rolul Dumitru din filmul Spre nord
  - Anca Munteanu  – rolul Raluca din filmul Berliner Kindl
  - Andreea Chiper, Andrei Voineag  – regia și montajul filmului Dansez și eu la nunta părinților mei
  - Una Toma  – rolul Sara din filmul Dark Ages
  - Cristina Iliescu  – regia filmului S-a născut un loc
  - Daniel Bâliș  – rolul Nicu din filmul Warboy

- 2025 — Ciprian Chiujdea  – rolul Adi din filmul Trei kilometri până la capătul lumii
  - Neagu Lucas  – regia si productia filmului Timing
  - Carina Lăpușneanu  – rolul Leni din filmul Unde merg elefanții
  - Mihnea Toma  – regia filmului Weekend în familie
  - Andreea Parfenov  – regia filmului (În)Cerc
  - Alin Ciuchi  – imaginea filmului Dacă voi pluti